# Proceso de atención
En las ciencias de la salud, un proceso de atención es el conjunto de intervenciones o procedimientos realizados o mandados realizar para cuidar a los pacientes y subsanar sus problemas de salud. Un proceso de atención debe centrarse en el paciente y dar respuestas efectivas a las necesidades, valores y preferencias de los pacientes.

## Componentes del proceso de atención

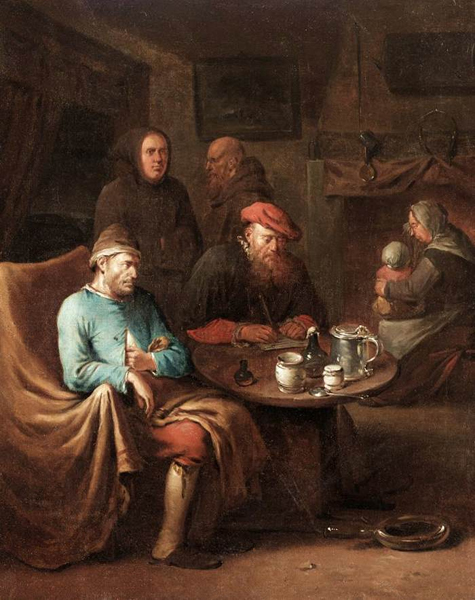
La visita del doctor (de Egbert van Heemskerck, el joven).

El proceso de atención forma parte del episodio de atención, que además incluye: la razón de consulta expresada por el paciente, y los problemas de salud detectados por el profesional.
Está constituido por los siguientes componentes:
- Procedimientos diagnósticos
- Procedimientos preventivos
- Procedimientos terapéuticos
- Procedimientos administrativos
- Derivaciones
- Seguimiento

En atención primaria de salud los procesos de atención se clasifican mediante la Clasificación Internacional de Atención Primaria.

## Evaluar el proceso de atención
Para evaluar los resultados sanitarios de un proceso de atención, se miden diferentes características de sus intervenciones o procedimientos:
- Efectividad
- Calidad[4]
- Seguridad[5]
- Análisis de costo-beneficio o eficiencia[6]

Los procesos de atención médica, según Avedis Donabedian, se pueden medir a través de siete pilares de la calidad: 1) eficacia, 2) efectividad, 3) eficiencia, 4) optimización, 5) accesibilidad, 6) legitimidad y 7) equidad.